# Єн Сомерголдер
Єн Джо́зеф Сомерго́лдер (англ. Ian Joseph Somerhalder; нар. 8 грудня 1978, Ковінгтон, Луїзіана, США) — американський актор та модель, найбільш відомий завдяки ролям Буна Карлайла в «Загублених» (2004—2010) та Деймона Сальваторе в «Щоденниках вампіра» (2009—2017).

## Дитячі роки
Єн Сомерголдер народився в невеликому південному містечку Ковінгтон, штат Луїзіана в сім'ї 26-річної масажистки і 37-річного будівельного підрядника. Але жив він у приморському містечку Мандевіль, такому маленькому, що там навіть не було пологового будинку, відтак народжувати сина матері довелося в іншому місті. Хлопчика назвали Єном на честь письменника Яна Флемінга, автора романів про славнозвісного агента 007 — Джеймса Бонда.
Його мати, Една — напівіндіанка племені чокто, напівірландка; батько, Роберт, має англійські та французькі корені. Єн не був первістком, у нього є сестра Робін і брат Боб, старші за Єна на 8 років, їх обох названо на честь батька.
Коли хлопцеві було 13 років, батьки розлучилися і він переїхав з матір'ю до Нью-Йорка.

## Модельна кар'єра
Коли Єн навчався у п'ятому класі, мама запропонувала заробляти на життя, працюючи моделлю, адже вона мала низку знайомих на цій ниві, і Сомерголдер завиграшки уклав трирічний контракт із аґенцією Форда у Нью-Йорку. Хлопчик працював щодня, дві або три зйомки на день для «Ralph Lauren», «Gap», журналів і телереклами.
Працюючи, він навчався далі, переважно заочно.
Єн мав контракт із найкращими дитячими модельними аґенціями «Click», «Next», «Arlene Wilson». За кілька років йому випала нагода стати на європейський подіум, він побував у Парижі, Мілані та Лондоні. Згодом був обличчям дизайнерського одягу «GUESS» упродовж 2-х осінніх сезонів (1998 і 1999). А також працював із такими будинками мод як Versace, Esprit, Persol, Calvin Klein, Dolce & Gabanna і Gucci.

## Акторська кар'єра
Сомерголдер, виступаючи у драматичному клубі, працював із місцевою театральною групою. У 17 років він вирішує присвятити себе акторській майстерності і повертається з Європи до Нью-Йорка. А за 2 роки вже працює із престижним викладачем Вільямом Есперо. Також Єн був підопічним Давенії Макфадден і Ентоні Ейбсона. Вперше Єн з'явився у клубній сцені фільму «Black & White» (але потім його роль вилучили). Потім була стрічка Вуді Аллена «Знаменитість», де роль Єна також було скасовано. З-поміж 400 претендентів на нього звернув увагу менеджер, який одразу ж підписав із ним угоду. Першим дебютом актора на телебаченні стала науково-фантастична драма «Зараз або ніколи» (1999) каналу CBS. А першою перемогою стала головна роль у серіалі «Молоді американці». І дарма що цей проект слави жаданої не зажив, Єн і надалі працював, беручи участь у різних серіалах: «CSI: Місце злочину», «CSI: Місце злочину Маямі», «Закон і порядок. Спеціальний корпус» і «Таємниці Смолвіля». За одну з ролей у великому кіно «Життя як дім» Сомерголдера було відзначено премією Молодий Голлівуд.
Одним із перших відомих фільмів з Єном у головній ролі стали «Правила сексу» (2002) за романом Брета Істона Елліса, де він грав гомосексуала Пола Дентона. Після цієї ролі Єн став одним із 50 сексуальних чоловіків осені 2002 часопису People.
Творці серіалу «Загублені» побачили у Сомерголдері щось більше, ніж ідеальну фактуру для ролі ґея. З усіх акторів серіалу Єн був першим, кого затвердили на роль остаточно і безповоротно. Він зіграв Буна Карлайла.
Закінчивши роботу у серіалі, він погодився знятися у фільмі жахів «Пульс» продюсерів Боба і Гарві Вайнштейн. Країною вибрали Румунію, задля ощадності бюджету. Це був дуже тяжкий літній проект, оскільки погода повсякчас псувала роботу. Згодом у період пост-продакшену стрічку було доопрацьовано взимку у Лос-Анджелесі, через що дату виходу фільмів на широкий екран кілька разів відкладали.
Потім була зйомка в незалежному фільмі «Відчуття бачення» який успішно йшов на міжнародних кінофестивалях. Закінчивши зйомки, Єн підписує контракт на участь у театральній виставі «Собака Бачить Бога» (Dog Sees God: Confessions of a Teenage Blockhead). З грудня 2005 по лютий 2006 Єн грає на театральній сцені, критики схвально оцінили його роботу і п'єсу в цілому.
Цей театральний досвід аж ніяк не відвернув Єна від телебачення і влітку 2006 року Єн летить до Китаю, щоб узяти участь в історико-біографічному міні-серіалі «Марко Поло», де йому вперше випало зіграти головну роль — великого мандрівника.
Новим досягненням Єна у царині кінематографу стала одна із головних ролей телесеріалу «Щоденники вампіра», де він виконав роль підступного, але дуже привабливого вампіра Деймона Сальваторе.
В інтерв’ю 2024 року Сомерхолдер розповів, що пішов з акторської кар’єри після переїзду за межі Лос-Анджелеса, хоча він як і раніше буде залучений до продюсування та екологічної активності

## Особисте життя
У 2011—2013 роках зустрічався з Ніною Добрев, партнеркою по серіалу «Щоденники вампіра».
У середині 2014 року Сомерголдер почав зустрічатися з актрисою Ніккі Рід. Вони підтвердили свої заручини в лютому 2015 року і одружилися 26 квітня 2015 року в Малібу, штат Каліфорнія. Їхня дочка Бодгі Солей народилася 25 липня 2017 року. У червні 2023 року у них народився син.

## Фільмографія

### Фільми
| Рік  | Українська Назва      | Оригінальна назва           | Роль            | Примітки               |
| ---- | --------------------- | --------------------------- | --------------- | ---------------------- |
| 1998 | Знаменитість          | Selebrity                   | Не підтверджено | Зазначено титрами      |
| 2001 | Життя як дім          | Life as a House             | Джош            |                        |
| 2002 | Солодка парочка       | Changing Hearts             | Джейсон Келлі   |                        |
| 2002 | Правила сексу         | The Rules of attraction     | Пол Дентон      |                        |
| 2004 | В руках у ворога      | In Enemy Hands              | Денні Міллер    |                        |
| 2004 | Старий та студія      | The Old Man the Studio      | Мет             | Короткометражний фільм |
| 2006 | Телебардак            |                             | Не підтверджено | Зазначено титрами      |
| 2006 | Пульс                 | Pulse                       | Декстер         |                        |
| 2006 | Відчуття видіння      | The Sensation of Sight      | Дріфтер         |                        |
| 2008 | Випадковий свідок     | The Lost Samaritan          | Вільям Арчер    |                        |
| 2009 | Пробудження           | Wake                        | Тайлер          |                        |
| 2009 | Турнір                | The Tournament              | Майлз Слейд     |                        |
| 2010 | Як кохатися із жінкою | How to Make Love to a Woman | Даніель Мельцер |                        |
| 2014 | Аномалія              | The Anomaly                 | Раян            |                        |

### Телесеріали
| Рік       | Назва                               | Роль              | Примітки                                             |
| --------- | ----------------------------------- | ----------------- | ---------------------------------------------------- |
| 1997      | Великий кайф                        | Ай К'ю            | епізод 1: «Чорний портфель»                          |
| 1999      | Тепер і ніколи                      | Браян             | епізод 1: «Життя дівчини»                            |
| 2000      | Молоді американці                   | Гамільтон Флемінґ | 8 епізодів                                           |
| 2001      | Анатомія злочину                    | Рассел Гендерсон  | телевізійний фільм                                   |
| 2002      | CSI: Місце злочину                  | Тоні Дель Неґро   | 1 епізод: «Помсту найкраще подавати холодною»        |
| 2002      | Закон і порядок: Спеціальний корпус | Чарлі Бейкер      | 1 епізод: «Панування»                                |
| 2003      | CSI: Маямі                          | Рікі Мердок       | 1 епізод: «Найкращий захист»                         |
| 2004      | Безстрашний                         | Джордан Грейсі    | Не проданий                                          |
| 2004      | Таємниці Смолвіля                   | Адам Найт         | 6 епізодів (3 сезон);                                |
| 2004—2010 | Загублені                           | Бун Карлайл       | Головна роль — 1 Гість — 2, 3, 6 28 епізодів         |
| 2007      | Марко Поло                          | Марко Поло        | телесеріал                                           |
| 2007      | Скажи, що ти мене любиш             | Нік               | 6 епізодів                                           |
| 2008      | Мисливці за скарбами                | Джон Кубіак       | телевізійний фільм                                   |
| 2009      | Файрбол                             | Лі Купер          | телевізійний фільм                                   |
| 2009—2017 | Щоденники вампіра                   | Деймон Сальваторе | Головна роль: 171 епізод Режисер: 3 епізоди Продюсер |
| 2019      | Вампірські війни                    | Лютер Свон        | Головна роль                                         |